# Förstakammarvalet i Sverige 1952
Förstakammarvalet i Sverige 1952 var ett val i Sverige till Sveriges riksdags första kammare. Valet hölls i den åttonde valkretsgruppen i september månad 1952 för mandatperioden 1953-1960.
Två valkretsar utgjorde den åttonde valkretsgruppen: Malmöhus läns valkrets och Gävleborgs läns valkrets. Ledamöterna utsågs av valmän från det landsting som valkretsarna motsvarade. För de städer som inte ingick i landsting var valmännen stadsfullmäktige. 
Ordinarie val till den åttonde valkretsgruppen hade senast ägt rum 1944.

## Valmän
| Landsting/ stadsfullmäktige | H   | LB   | F    | S    | SKP | Totalt |
| --------------------------- | --- | ---- | ---- | ---- | --- | ------ |
| Landsting/ stadsfullmäktige |     |      |      |      |     | Totalt |
| Malmöhus                    | 16  | 19   | 18   | 76   | 0   | 129    |
| Malmö                       | 16  | 19   | 18   | 76   | 0   | 129    |
| Helsingborg                 | 16  | 19   | 18   | 76   | 0   | 129    |
| Gävleborg                   | 1   | 9    | 13   | 36   | 3   | 62     |
| Gävle                       | 1   | 9    | 13   | 36   | 3   | 62     |
| Totalt                      | 17  | 28   | 31   | 112  | 3   | 191    |
| %                           | 8,9 | 14,7 | 16,2 | 58,6 | 1,6 | 100,0  |

## Mandatfördelning
Den nya mandatfördelningen som gällde vid riksdagen 1953 innebar att Socialdemokraterna behöll egen majoritet. 
| Parti  | Parti                            | FK 1952 | 8:e valkretsgruppen | 8:e valkretsgruppen | 8:e valkretsgruppen | FK 1953 |
| Parti  | Parti                            | FK 1952 | Innan               | Efter               | Ändring             | FK 1953 |
| ------ | -------------------------------- | ------- | ------------------- | ------------------- | ------------------- | ------- |
|        | Socialdemokraterna               | 80      | 12                  | 11                  | ▼1                  | 79      |
|        | Landsbygdspartiet Bondeförbundet | 24      | 2                   | 3                   | ▲1                  | 25      |
|        | Folkpartiet                      | 21      | 2                   | 3                   | ▲1                  | 22      |
|        | Högerpartiet                     | 21      | 2                   | 1                   | ▼1                  | 20      |
|        | Sveriges kommunistiska parti     | 4       | 0                   | 0                   | ▬                   | 4       |
| Totalt | Totalt                           | 150     | 18                  | 18                  | ▬                   | 150     |

## Invalda riksdagsledamöter
Malmöhus läns valkrets:
- Ernst Wehtje, h
- Sigfrid Larsson, bf
- Ivar Persson, bf
- Ragnar Huss, fp
- Alfred Nilsson, fp
- Emil Ahlkvist, s
- Rudolf Anderberg, s
- Ingeborg Carlqvist, s
- Eric Holmqvist, s
- Gunnar Lange, s
- Axel Leander, s
- Axel Svensson, s

Gävleborgs läns valkrets:
- Bernhard Näsgård, bf
- Elon Andersson, fp
- Jon N. Jonsson, s
- Rickard Sandler, s
- Hemming Sten, s
- Erik Svedberg, s